# Campionato italiano di Formula 3 1989
Il Campionato italiano di Formula 3 del 1989 fu corso su 11 gran premi e fu il venticinquesimo della serie. Fu vinto da Gianni Morbidelli della scuderia Forti Corse su Dallara F389-Alfa Romeo.

## La pre-stagione

### Calendario
| Gara | Gran Premio                                | Circuito                                              | Giri  | Lunghezza          | Data         | Note                                                            |
| ---- | ------------------------------------------ | ----------------------------------------------------- | ----- | ------------------ | ------------ | --------------------------------------------------------------- |
| 1    | Gran Premio Campagnano                     | Autodromo Vallelunga, Campagnano di Roma              | 19+33 | 52x3,200=166,40 km | 2 aprile     | Gara di qualificazione di 19 giri poi finale di 33 giri         |
| 2    |                                            | Autodromo di Magione, Magione                         | 30+61 | 91x1,650=150,15 km | 16 aprile    | Due batterie di qualificazione di 30 giri poi finale di 61 giri |
| 3    | Trofeo Parma                               | Autodromo Riccardo Paletti, Varano de' Melegari       | 15+53 | 68x1,800=122,40 km | 14 maggio    | Due batterie di qualificazione di 15 giri poi finale di 53 giri |
| 4    | Gran Premio di Enna                        | Autodromo di Pergusa, Enna                            | 13+25 | 38x4,950=188,10 km | 28 maggio    | Gara di qualificazione di 13 giri più finale di 25 giri         |
| 5    | Gran Premio Lotteria                       | Autodromo Nazionale, Monza                            | 19    | 19x5,800=110,20 km | 25 giugno    |                                                                 |
| 6    | Gran Premio Campidoglio                    | Autodromo Vallelunga, Campagnano di Roma              | 38    | 38x3,200=121,60 km | 8 luglio     |                                                                 |
| 7    | Gran Premio dell'Adriatico Trofeo Emiliani | Circuito Internazionale Santamonica, Misano Adriatico | 35    | 35x3,488=122,08 km | 30 luglio    |                                                                 |
| 8    |                                            | Circuito Internazionale Santamonica, Misano Adriatico | 35    | 35x3,488=122,08 km | 27 agosto    |                                                                 |
| 9    | Premio Monza                               | Autodromo Nazionale, Monza                            | 21    | 21x5,800=116 km    | 3 settembre  |                                                                 |
| 10   |                                            | Autodromo Dino Ferrari, Imola                         | 24    | 24x5,040=121 km    | 23 settembre |                                                                 |
| 11   | Trofeo Ignazio Giunti                      | Autodromo Vallelunga, Campagnano di Roma              | 38    | 38x3,200=121,60 km | 8 ottobre    |                                                                 |

- Tutte le gare sono disputate in Italia.

## Dirette Televisive
Tutte le gare sono state trasmesse dalla Rai nello specifico da Rete2 (l'attuale Rai 2).

## I partner dell'evento
i partner dell'evento erano:
- ACI - CSAI
- Monteshell
- Michelin
- Marlboro
- TeleCom Italia - Gruppo Teli
- Organizzazione MULTISPE
- CISES - Spedizioni Espresse Speciali

## Piloti e team
| Team                              | Telaio                                        | Nr. | Pilota                 | Gare            |
| --------------------------------- | --------------------------------------------- | --- | ---------------------- | --------------- |
| Forti Corse                       | Dallara F389-Alfa Romeo                       | 1   | Gianni Morbidelli      | Tutte           |
| Forti Corse                       | Dallara F389-Alfa Romeo                       | 24  | Vittorio Zoboli        | Tutte           |
| Forti Corse                       | Dallara F389-Alfa Romeo                       | 48  | Fabiano Vandone        | 1, 2-8, 10-11   |
| Coperchini Corse                  | Dallara F389- Alfa Romeo                      | 2   | Roberto Colciago       | Tutte           |
| Coperchini Corse                  | Dallara F389- Alfa Romeo                      | 41  | Luca Bianchi           | 1, 3-6, 10      |
| Prema Racing                      | Reynard 893- Alfa Romeo                       | 3   | Antonio Tamburini      | Tutte           |
| Prema Racing                      | Reynard 893- Alfa Romeo                       | 14  | Jacques Villeneuve     | Tutte           |
| Ravarotto Service                 | Dallara F389- Alfa Romeo                      | 4   | Giovanni Bonanno       | Tutte           |
| Venturini Racing                  | Dallara F389-Alfa Romeo                       | 5   | Richard Favero         | 1, 3-11         |
| Venturini Racing                  | Dallara F389-Alfa Romeo                       | 15  | Max Angelelli          | Tutte           |
| Venturini Racing                  | Dallara F389-Alfa Romeo                       | 26  | Paolo Coloni           | 1-3, 5-11       |
| Zasteam                           | Dallara F389-Alfa Romeo                       | 6   | Felice Tedeschi        | Tutte           |
| Zasteam                           | Dallara F389-Alfa Romeo                       | 45  | Giuseppe Cipriani      | 1, 3, 9-11      |
| Zasteam                           | Dallara F389-Alfa Romeo                       | 85  | Luca Badoer            | 1-3, 5-7        |
| Euroteam                          | Reynard 893- Alfa Romeo                       | 7   | Andrea Montermini      | Tutte           |
| Euroteam                          | Reynard 893- Alfa Romeo                       | 36  | Andrea Gilardi         | Tutte           |
| Euroteam                          | Reynard 893- Alfa Romeo                       | 47  | Paolo delle Piane      | 1-3, 5-11       |
| Piemme Motors                     | Dallara F389- Volkswagen                      | 8   | Domenico Schiattarella | Tutte           |
| Piemme Motors                     | Dallara F389- Volkswagen                      | 23  | Amato Ferrari          | Tutte           |
| Piemme Motors                     | Dallara F389- Volkswagen                      | 101 | Hans Peter Kaufmann    | 5               |
| EC Motorsport                     | Dallara F389- Alfa Romeo                      | 9   | Eugenio Visco          | Tutte           |
| EC Motorsport                     | Dallara F389- Alfa Romeo                      | 44  | Gimax Jr.              | 2-11            |
| Astofer Corse                     | Dallara F389- Alfa Romeo                      | 11  | Luca Canni Ferrari     | 1, 3-11         |
| Astofer Corse                     | Dallara F389- Alfa Romeo                      | 54  | Giovanni Regis         | 1               |
| Astofer Corse                     | Dallara F389- Alfa Romeo                      | 94  | Daniele Zarpellon      | 3-11            |
| Astofer Corse                     | Dallara F389- Alfa Romeo                      | 107 | Ennio Cavallucci       | 5               |
| Mauro Martini                     | Dallara F389-Alfa Romeo                       | 16  | Mauro Martini          | 5-6, 11         |
| Cevenini Corse                    | Dallara F389-Alfa Romeo                       | 18  | Giuseppe Bugatti       | Tutte           |
| Cevenini Corse                    | Dallara F389-Alfa Romeo                       | 49  | Stefano Buttiero       | Tutte           |
| Erre 3 Racing                     | Ralt RT33-Toyota                              | 21  | Alex Zanardi           | Tutte           |
| Erre 3 Racing                     | Ralt RT33-Toyota                              | 56  | Max Papis              | Tutte           |
| Draco Racing                      | Dallara F389- Volkswagen                      | 22  | Nino Famà              | 1, 3-11         |
| San Remo Racing                   | Reynard 893-Honda                             | 25  | Andrea Filippini       | 1, 3-7, 9-11    |
| San Remo Racing                   | Reynard 893-Honda                             | 58  | Alberto Trezzi         | 1, 3, 5-7, 9-11 |
| San Remo Racing                   | Reynard 893-Alfa Romeo                        | 81  | Mario Andrea Vismara   | 1, 3-11         |
| Vismara Corse                     | Dallara F389- Alfa Romeo                      | 27  | Giovanni Aloi          | 1-7, 9-11       |
| Vismara Corse                     | Dallara F389- Alfa Romeo                      | 93  | Dimitri Valenti        | 3, 5, 7         |
| Lucchini Corse                    | Dallara F389- Volkswagen                      | 28  | Alessandro Prioglio    | 1-7, 9-11       |
| CRS Racing                        | Dallara F389- Alfa Romeo                      | 29  | Gianmaria Leonelli     | 1, 3, 5-11      |
| Team Tatuus                       | Dallara F389- Alfa Romeo                      | 32  | Fabrizio Bettini       | Tutte           |
| Team Tatuus                       | Dallara F389- Alfa Romeo                      | 65  | Rosario Parasaliti     | 1, 3, 5         |
| Benecchi Corse                    | Dallara F389- Alfa Romeo                      | 34  | Alberto Apicella       | 1-3             |
| Benecchi Corse                    | Dallara F389- Alfa Romeo                      | 55  | Gian Battista Busi     | 1, 3-11         |
| Luciano Pavesi Team               | Dallara F389- Alfa Romeo                      | 37  | Rinaldo Capello        | 1-7, 9-11       |
| Luciano Pavesi Team               | Dallara F389- Alfa Romeo                      | 66  | Domenico Gitto         | 1-3, 5          |
| Luciano Pavesi Team               | Dallara F389- Alfa Romeo                      | 106 | Giuseppe d'Avolio      | 8-11            |
| Printen Corse                     | Dallara F389-Alfa Romeo                       | 38  | Gianfranco Tacchino    | 1, 3, 9-11      |
| Pasquale Miedico/Toscana Racing   | Dallara F389- Alfa Romeo                      | 39  | Pasquale Miedico       | 1, 3, 5-11      |
| Gimax Jr.                         | Dallara F389- Alfa Romeo                      | 44  | Gimax Jr.              | 1               |
| Wittmwe Racing                    | Reynard 893-Volkswagen Reynard 883-Volkswagen | 54  | Giovanni Regis         | 5               |
| Wittmwe Racing                    | Reynard 893-Volkswagen Reynard 883-Volkswagen | 112 | Rolf Kuhn              | 5               |
| MC Motorsports                    | Dallara F388-Alfa Romeo                       | 62  | Mirko Savoldi          | 1, 3-11         |
| MC Motorsports                    | Dallara F388-Alfa Romeo                       | 82  | Vladimiro de Tommaso   | 1, 3, 5         |
| MC Motorsports                    | Dallara F388-Alfa Romeo                       | 89  | Walter Voulaz          | 1-6, 9, 11      |
| MC Motorsports                    | Dallara F388-Alfa Romeo                       | 114 | Massimo Monti          | 10-11           |
| MC Motorsports                    | Dallara F388-Alfa Romeo                       | 118 | Marco Valera           | 7-11            |
| MC Motorsports                    | Dallara F388-Alfa Romeo                       | 131 | Stefano Sanesi         | 9-10            |
| Mario Simone Vullo/Passoli Racing | Dallara F388- Alfa Romeo                      | 83  | Mario Simone Vullo     | 1, 5            |
| Franco Forini                     | Wainer 893- Alfa Romeo                        | 87  | Franco Forini          | 1-6, 9-11       |
| Gianpaolo Pace                    | Dallara F389- Alfa Romeo                      | 91  | Gianpaolo Pace         | 1, 3, 5-11      |
| RC Motorsport                     | Dallara F389- Alfa Romeo                      | 102 | Gimax                  | 5               |
| RC Motorsport                     | Dallara F389- Alfa Romeo                      | 116 | Marco Cisolla          | 6               |
| Sergio Chionni                    | Dallara F388- Alfa Romeo                      | 102 | Sergio Chionni         | 5               |
| Severino Nardozzi                 | Reynard 873- Alfa Romeo                       | 103 | Severino Nardozzi      | 5, 8, 11        |
| Carmine Perrella                  | Dallara F388- Alfa Romeo                      | 104 | Carmine Perrella       | 5               |
| Walter Meloni                     | Dallara F388- Alfa Romeo                      | 105 | Walter Meloni          | 5               |
| Giovanni d'Avolio                 | Dallara F388- Alfa Romeo                      | 106 | Giovanni d'Avolio      | 5               |
| Giovanni Fossati                  | Dallara F387- Volkswagen                      | 108 | Giovanni Fossati       | 5               |
| Andrea Napoli                     | Dallara F389- Alfa Romeo                      | 109 | Andrea Napoli          | 5-6, 9          |
| Luca Rigoldi                      | Dallara F387- Alfa Romeo                      | 111 | Luca Rigoldi           | 5               |
| Fabio Mancini                     | Dallara F389- Alfa Romeo                      | 113 | Fabio Mancini          | 5, 10           |
| Massimo Monti                     | Dallara F389- Alfa Romeo                      | 114 | Massimo Monti          | 5               |
| Michael Bartels                   | Reynard 893- Volkswagen                       | 132 | Michael Bartels        | 8               |
| Formel Rennsport Club             | Ralt RT1- Volkswagen                          | 133 | Willi Sträuli          | 9               |
| Trivellato Racing                 | Dallara F389- Alfa Romeo                      | 135 | Franco Grigoletto      | 8-11            |
| Giovanna Amati                    | Dallara- Alfa Romeo                           | 142 | Giovanna Amati         | 11              |
| Fulvio Pantano                    | Dallara F387- Alfa Romeo                      | 143 | Fulvio Pantano         | 11              |
| Jacques Isler Racing              | Dallara F388- Alfa Romeo                      | 144 | Jacques Isler          | 11              |
| Martino Spezio                    | Ralt- Alfa Romeo                              | 145 | Martino Spezio         | 11              |
| Olivier Beretta                   | Dallara F389- Alfa Romeo                      |     | Olivier Beretta        | 7-8             |

## Risultati e classifiche

### Risultati
| Gara | Circuito         | Tempo     | Velocità    | Pole Position                                        | GPV                    | Vincitore         | Vettura            | Team          |
| ---- | ---------------- | --------- | ----------- | ---------------------------------------------------- | ---------------------- | ----------------- | ------------------ | ------------- |
| 1    | Vallelunga       | 40:11.73  | 157,63 km/h | Franco Forini Alex Zanardi                           | Domenico Schiattarella | Antonio Tamburini | Reynard-Alfa Romeo | Prema Racing  |
| 2    | Magione          | 50:05.959 | 120,54 km/h | Andrea Montermini                                    | Roberto Colciago       | Antonio Tamburini | Reynard-Alfa Romeo | Prema Racing  |
| 3    | Varano           | 41:20.52  | 138,45 km/h | Gian Battista Busi Fabiano Vandone Gianni Morbidelli | Gianni Morbidelli      | Gianni Morbidelli | Dallara-Alfa Romeo | Forti Corse   |
| 4    | Pergusa          | 40:58.73  | 181,19 km/h | Alex Zanardi                                         | Walter Voulaz          | Gianni Morbidelli | Dallara-Alfa Romeo | Forti Corse   |
| 5    | Monza            | 34:44.33  | 190,33 km/h | Gianni Morbidelli                                    | Fabiano Vandone        | Gianni Morbidelli | Dallara-Alfa Romeo | Forti Corse   |
| 6    | Vallelunga       | 46:47.48  | 155,93 km/h | Andrea Montermini                                    | Andrea Montermini      | Eugenio Visco     | Dallara-Alfa Romeo | Ec Motorsport |
| 7    | Misano Adriatico | 43:45.21  | 167,41 km/h | Gianni Morbidelli                                    | Gianni Morbidelli      | Gianni Morbidelli | Dallara-Alfa Romeo | Forti Corse   |
| 8    | Misano Adriatico | 44:26.12  | 164,84 km/h | Fabiano Vandone                                      | Gianni Morbidelli      | Gianni Morbidelli | Dallara-Alfa Romeo | Forti Corse   |
| 9    | Monza            | 37:08.74  | 187,37 km/h | Gianni Morbidelli                                    | Fabrizio Bettini       | Gianni Morbidelli | Dallara-Alfa Romeo | Forti Corse   |
| 10   | Imola            | 43:00.479 | 168,81 km/h | Antonio Tamburini                                    | Antonio Tamburini      | Antonio Tamburini | Reynard-Alfa Romeo | Prema Racing  |
| 11   | Vallelunga       | 46:20.357 | 157,45 km/h | Giovanni Bonanno                                     | Alessandro Zanardi     | Andrea Montermini | Reynard-Alfa Romeo | Euroteam      |

### Classifica piloti
- I punti vengono assegnati secondo lo schema seguente:

| Sistema di punteggio | Sistema di punteggio | Sistema di punteggio | Sistema di punteggio | Sistema di punteggio | Sistema di punteggio | Sistema di punteggio |
| Posizione            | 1°                   | 2°                   | 3°                   | 4°                   | 5°                   | 6°                   |
| -------------------- | -------------------- | -------------------- | -------------------- | -------------------- | -------------------- | -------------------- |
| Punti                | 9                    | 6                    | 5                    | 3                    | 2                    | 1                    |

| Pos | Pilota                 | CAM | MAG | PAR | ENN | LOT | CMP | ADR | MIS | MON | IMO | GIU | Punti |
| --- | ---------------------- | --- | --- | --- | --- | --- | --- | --- | --- | --- | --- | --- | ----- |
| 1   | Gianni Morbidelli      | Rit | 5   | 1   | 1   | 1   | 4   | 1   | 1   | 1   | Rit | Rit | 59    |
| 2   | Antonio Tamburini      | 1   | 1   | 2   | 14  | 4   | 3   | 5   | 5   | 4   | 1   | Rit | 47    |
| 3   | Eugenio Visco          | Rit | 4   | Rit | 2   | 2   | 1   | Rit | 3   | Rit | 3   | Rit | 32    |
| 4   | Andrea Montermini      | 3   | Rit | Rit | Rit | 12  | 2   | 2   | 9   | 5   | NQ  | 1   | 27    |
| 5   | Roberto Colciago       | Rit | Rit | Rit | 3   | 5   | 5   | 3   | 6   | 3   | 2   | 4   | 26    |
| 6   | Giovanni Bonanno       | 4   | 2   | Rit | Rit | Rit | Rit | 10  | 4   | Rit | 7   | 2   | 18    |
| 7   | Alex Zanardi           | 2   | 3   | Rit | 5   | Rit | 6   | 18  | 8   | Rit | Rit | Rit | 13    |
| 8   | Domenico Schiattarella | 6   | 12  | 5   | Rit | Rit | Rit | 4   | 7   | 6   | NQ  | 3   | 11    |
| 9   | Fabrizio Bettini       | NQ  | NQ  | NQ  | 9   | 3   | NQ  | 15  | Rit | 2   | Rit | Rit | 10    |
| 10  | Rinaldo Capello        | NQ  | NQ  | 3   | 4   | Rit | Rit | Rit |     | NA  | NQ  | NA  | 7     |
| 11  | Fabiano Vandone        | Rit |     | Rit | 6   | Rit | Rit | 9   | 2   |     | Rit | Rit | 7     |
| 12  | Andrea Gilardi         | Rit | 7   | Rit | Rit | Rit | 9   | 6   | 10  | Rit | 4   | Rit | 4     |
| 13  | Felice Tedeschi        | Rit | NQ  | 4   | Rit | Rit | Rit | Rit | 14  | Rit | Rit | NA  | 3     |
| 14  | Amato Ferrari          | 5   | 6   | Rit | Rit | Rit | Rit | 12  | 13  | NQ  | 9   | 7   | 3     |
| 15  | Vittorio Zoboli        | 10  | NQ  | Rit | 17  | 7   | 13  | 8   | 12  | Rit | 5   | NP  | 2     |
| 16  | Mirko Savoldi          | NQ  |     | NQ  | 7   | Rit | NQ  | 13  | NQ  | 11  | 12  | 5   | 2     |
| 17  | Max Angelelli          | Rit | NQ  | 8   | Rit | Rit | 7   | 7   | Rit | 8   | 6   | Rit | 1     |
| 18  | Walter Voulaz          | NA  | 9   | Rit | Rit | 16  | 8   |     |     | Rit |     | 6   | 1     |
| 19  | Giuseppe Bugatti       | Rit | Rit | 6   | 16  | 10  | Rit | Rit | Rit | Rit | 15  | 10  | 1     |
| 20  | Mauro Martini          |     |     |     |     | 6   | Rit |     |     |     |     | NA  | 1     |
| 21  | Nino Famà              | Rit |     | 7   | 13  | 8   | NQ  | Rit | Rit | 12  | 11  | NP  | 0     |
| 22  | Gimax Jr.              | 7   | Rit | NQ  | Rit | NQ  | Rit | Rit | 15  | NQ  | Rit | NQ  | 0     |
| 23  | Richard Favero         | 8   |     | NQ  | 15  | 13  | NQ  | Rit | Rit | 10  | Rit | 15  | 0     |
| 24  | Luca Canni Ferrari     | Rit |     | Rit | Rit | NQ  | Rit | 14  | 11  | Rit | 13  | 8   | 0     |
| 25  | Gian Battista Busi     | Rit |     | NQ  | Rit | 15  | Rit | 11  | Rit | Rit | 8   | Rit | 0     |
| 26  | Alberto Apicella       | 11  | 8   | NA  |     |     |     |     |     |     |     |     | 0     |
| 27  | Max Papis              | NQ  | NQ  | NQ  | 8   | NQ  | 12  | NQ  | 16  | Rit | Rit | NQ  | 0     |
| 28  | Franco Forini          | 12  | Rit | Rit | Rit | 18  | Rit |     |     | 9   | Rit | NQ  | 0     |
| 29  | Paolo Coloni           | NQ  | NQ  | NQ  |     | 14  | NQ  | Rit | 18  | NQ  | Rit | 9   | 0     |
| 30  | Vladimiro de Tommaso   | 9   |     | NA  |     | Rit |     |     |     |     |     |     | 0     |
| 31  | Stefano Buttiero       | Rit | 10  | NQ  | Rit | 15  | 10  | 16  | Rit | NQ  | 10  | 11  | 0     |
| 32  | Jacques Villeneuve     | NQ  | NQ  | NQ  | 10  | Rit | NQ  | NQ  | 19  | Rit | 16  | Rit | 0     |
| 33  | Alessandro Prioglio    | NQ  | NQ  | NQ  | 11  | NQ  | 11  | 17  |     | NQ  | NQ  | NA  | 0     |
| 34  | Giovanni Aloi          | Rit | 11  | NQ  | NQ  | NQ  | NQ  | NQ  |     | 13  | NQ  |     | 0     |
| 35  | Luca Badoer            | NQ  | NQ  | NQ  |     | 11  | SQ  | NQ  |     |     |     |     | 0     |
| 36  | Giuseppe Cipriani      | NQ  |     | NQ  |     |     |     |     |     | 15  | Rit | 12  | 0     |
| 37  | Luca Bianchi           | Rit |     | NQ  | 12  | Rit | NQ  | NQ  |     |     | NQ  |     | 0     |
| 38  | Gianpaolo Pace         | NQ  |     | NA  |     | NQ  | NQ  | NQ  | 17  | 14  | NQ  | 13  | 0     |
| 39  | Marco Valera           |     |     |     |     |     |     | NQ  | NQ  | NQ  | 14  | NQ  | 0     |
| 40  | Jacques Isler          |     |     |     |     |     |     |     |     |     |     | 14  | 0     |
| 41  | Andrea Filippini       | NQ  |     | NQ  | NQ  | NQ  | NQ  | NQ  |     | NP  | NQ  | 16  | 0     |
| 42  | Paolo delle Piane      | Rit | Rit | NQ  |     | 17  | Rit | Rit | 20  | Rit | Rit | NQ  | 0     |
| 43  | Massimo Monti          |     |     |     |     | 19  |     |     |     |     | Rit | NA  | 0     |
|     | Giamaria Leonelli      | NQ  |     | NQ  |     | NQ  | Rit | Rit | NQ  | Rit | Rit | NQ  | -     |
|     | Mario Andrea Vismara   | NQ  |     | NQ  | SQ  | NQ  | NQ  | NQ  | NQ  | Rit | Rit | NQ  | -     |
|     | Daniele Zarpellon      |     |     | NQ  | NQ  | NQ  | NQ  | NQ  | NQ  | Rit | NQ  | NQ  | -     |
|     | Rosario Parasaliti     | Rit |     | NQ  |     | NA  |     |     |     |     |     |     | -     |
|     | Fabio Mancini          |     |     |     |     | NQ  |     |     |     |     | Rit |     | -     |
|     | Michael Bartels        |     |     |     |     |     |     |     | Rit |     |     |     | -     |
|     | Pasquale Miedico       | NQ  |     | NQ  |     | NQ  | NQ  | NQ  | NQ  | NA  | NQ  | NA  | -     |
|     | Alberto Trezzi         | NQ  |     | NQ  |     | NQ  | NQ  | NQ  |     | NA  | NQ  | NA  | -     |
|     | Giuseppe d'Avolio      |     |     |     |     | NQ  |     |     | NQ  | NQ  | NQ  | NQ  | -     |
|     | Franco Grigoletto      |     |     |     |     |     |     |     | NQ  | NQ  | NQ  | NA  | -     |
|     | Gianfranco Tacchino    | NQ  |     | NA  |     |     |     |     |     | NA  | NQ  | NA  | -     |
|     | Domenico Gitto         | NQ  | NQ  | NA  |     | NA  |     |     |     |     |     |     | -     |
|     | Dimitri Valenti        |     |     | NQ  |     | NA  |     | NQ  |     |     |     |     | -     |
|     | Severino Nardozzi      |     |     |     |     | NA  |     |     | NQ  |     |     | NQ  | -     |
|     | Olivier Beretta        |     |     |     |     |     |     | NQ  | NQ  |     |     |     | -     |
|     | Giovanni Regis         | NQ  |     |     |     | NA  |     |     |     |     |     |     | -     |
|     | Mario Simone Vullo     | NA  |     |     |     | NQ  |     |     |     |     |     |     | -     |
|     | Stefano Sanesi         |     |     |     |     |     |     |     |     | NA  | NQ  |     | -     |
|     | Sergio Chionni         |     |     |     |     | NQ  |     |     |     |     |     |     | -     |
|     | Walter Meloni          |     |     |     |     | NQ  |     |     |     |     |     |     | -     |
|     | Carmine Perrella       |     |     |     |     | NQ  |     |     |     |     |     |     | -     |
|     | Gimax                  |     |     |     |     | NQ  |     |     |     |     |     |     | -     |
|     | Fulvio Pantano         |     |     |     |     |     |     |     |     |     |     | NQ  | -     |
|     | Martino Spezio         |     |     |     |     |     |     |     |     |     |     | NQ  | -     |
|     | Andrea Napoli          |     |     |     |     | NA  | NA  |     |     | NA  |     |     | -     |
|     | Hans Peter Kaufmann    |     |     |     |     | NA  |     |     |     |     |     |     | -     |
|     | Ennio Cavallucci       |     |     |     |     | NA  |     |     |     |     |     |     | -     |
|     | Giovanni Fossati       |     |     |     |     | NA  |     |     |     |     |     |     | -     |
|     | Luca Rigoldi           |     |     |     |     | NA  |     |     |     |     |     |     | -     |
|     | Rolf Kühn              |     |     |     |     | NA  |     |     |     |     |     |     | -     |
|     | Marco Cisolla          |     |     |     |     |     | NA  |     |     |     |     |     | -     |
|     | Willi Sträuli          |     |     |     |     |     |     |     |     | NA  |     |     | -     |
|     | Giovanna Amati         |     |     |     |     |     |     |     |     |     |     | NA  | -     |
| Pos | Pilota                 | CAM | MAG | PAR | ENN | LOT | CMP | ADR | MIS | MON | IMO | GIU | Punti |

| Colore  | Risultato             |
| ------- | --------------------- |
| Oro     | Vincitore             |
| Argento | 2º posto              |
| Bronzo  | 3º posto              |
| Verde   | Finito a punti        |
| Blu     | Finito senza punti    |
| Viola   | Ritirato (Rit)        |
| Viola   | Non classificato (NC) |
| Rosso   | Non qualificato (NQ)  |
| Nero    | Squalificato (SQ)     |
| Bianco  | Non partito (NP)      |
| Bianco  | Non ha gareggiato     |
| Bianco  | Infortunato (INF)     |
| Bianco  | Escluso (ES)          |
| Bianco  | Gara cancellata (C)   |